# Nina Bari
Nina Bari (rus: Нина Карловна Бари)  (Moscou, 19 de novembre de 1901 - Moscou, 15 de juliol de 1961) va ser una matemàtica soviètica coneguda pel seu treball sobre sèries trigonomètriques.

## Educació i joventut
Nina Bari va néixer a Rússia el 19 de novembre de 1901, filla d'Olga Eduardovna Seligs i del físic Karl Adolfovich Bari. L'any 1918, es converteix en una de les primeres dones a ser acceptada en el Departament de Física i Matemàtiques de la prestigiosa Universitat Estatal de Moscou. Es va graduar l'any 1921 (just tres anys després d'haver-hi ingressat). Després de la seva graduació, Bari va començar la seva carrera en l'ensenyament. Va ser professora en l'Institut Forestal de Moscou, en l'Institut Politècnic de Moscou, i en l'Institut Comunista Sverdlov. Bari va sol·licitar i va rebre l'única beca de recerca remunerada en l'Institut de Recerca de Matemàtica i Mecànica, acabat de crear. Allí, com a estudiant, Bari es va unir a un grup d'elit anomenat el Luzitania —una organització acadèmica informal i social. Va estudiar funcions i sèries trigonomètriques sota la tutela de Nikolai Luzin, va destacar aviat en aquest camp i es va convertir en una les seves alumnes estrella. Va presentar els resultats de les seves recerques a la Societat Matemàtica de Moscou l'any 1922 (va ser la primera dona a exposar davant d'aquesta societat).
L'any 1926, Bari va completar la seva tesi doctoral amb una recerca sobre expansions trigonomètriques, que li va valdre el Premi Glavnauk. L'any 1927, Bari va viatjar a París amb la intenció d'estudiar a la Sorbona i en el Collège de France. Posteriorment, Bari va assistir al Congrés Matemàtic polonès a Lwów, Polònia; on va obtenir finançament per sufragar el seu retorn a París i la continuació dels seus estudis. La decisió de viatjar a París podria haver estat influïda per la desintegració del grup Luzitania. La irascible personalitat de Luzin hauria dificultat les relacions del grup de matemàtics que el formaven. L'any 1930, tots els rastres del moviment Luzitania havien desaparegut, i Luzin havia deixat la Universitat Estatal de Moscou per l'Acadèmia de la Ciència de l'Institut Steklov de Matemàtiques. L'any 1932, Bari va convertir-se en professora a la Universitat Estatal de Moscou i l'any 1935 se li va concedir el títol de Doctora en Ciències Físiques i Matemàtiques, un títol de recerca més prestigiós que el tradicional Ph.D. En aquell moment, Bari ja havia completat el seu treball fundacional sobre sèries trigonomètriques.

## Carrera i vida madura
Bari va ser una col·laboradora propera de Dmitri Menxov en un gran nombre de projectes de recerca. Durant la dècada de 1940 ella i Menxov van treballar en l'estudi de la teoria de funcions a la universitat estatal de Moscou. L'any 1952, va publicar un important estudi sobre les funcions primitives i les sèries trigonomètriques demostrant la seva quasi convergència universal. Bari va presentar diverses ponències als congressos de "Third All-Union" de 1956 a Moscou i al Congrés Internacional de Matemàtiques a Edimburg l'any 1958.
Les matemàtiques eren el centre de la vida intel·lectual de Bari, no obstant això els seus interessos eren més amplis i gaudia també de la literatura i de les arts. Va ser una entusiasta del muntanyisme i va viatjar per les serralades del Caucas, Altai, Lamir i Tian Shan a Rússia. Bari compartia aquest interès amb el seu marit, el també matemàtic soviètic Viktor Vladimirovich Nemytskii, professor a la Universitat Estatal de Moscou i un àvid explorador de muntanya. No es disposa de documentació sobre el seu matrimoni, però els seus contemporanis creien que s'havia casat dues vegades. L'últim treball de Bari (la seva 55a publicació) va ser una monografia de 900 pàgines sobre l'estat de l'art de la teoria de les sèries trigonomètriques, que va ser considerat en l'època com l'estudi de referència de la teoria de funcions trigonomètriques.
El 12 de juliol de 1961, Bari va morir en caure davant d'un tren en el metro de Moscou.